# Stazione di Matera Sud
La stazione di Matera Sud è una stazione ferroviaria di Matera. È il capolinea della ferrovia Bari-Matera ed è gestita da Ferrovie Appulo Lucane (FAL).

## Strutture e impianti
La stazione dispone di un fabbricato viaggiatori chiuso al pubblico, che ospita la sala d'attesa, le banchine e i servizi igienici.
È dotata di due binari di testa utilizzati per il servizio viaggiatori.
È inoltre dotata di tornelli elettronici: per l'ingresso è necessario esibire un biglietto con codice QR.

## Movimento
Dalla stazione partono treni per Bari e Altamura.

## Servizi
La stazione dispone di:
- Servizi igienici

## Interscambi
- Linee autobus urbane